# Biomimetiskt material
Biomimetiskt material, ett artificiellt material som "härmar" ett naturligt material.
Med begreppet kan avses ett tillverkat material som härmar ett naturligt biomaterials respons när det kommer i kontakt med biologisk vävnad. Detta kan till exempel vara användbart för vissa implantat.
Begreppet kan också syfta på material framställda genom biomimetik, där materialstrukturer från naturen har använts som inspirationskälla för att åstadkomma ett tekniskt användbart material, utan att materialet nödvändigtvis avses användas i medicinska eller biologiska applikationer.